# Olympische Sommerspiele 1920/Ringen
Bei den VII. Olympischen Spielen 1920 in Antwerpen fanden zehn Wettbewerbe im Ringen statt. Austragungsort war der Zoo Antwerpen. Neben fünf Wettbewerben im griechisch-römischen Stil standen erstmals seit 1908 wieder fünf Freistilwettbewerbe auf dem Programm.

## Bilanz

### Medaillenspiegel
| Platz | Land               | Gold | Silber | Bronze | Gesamt |
| ----- | ------------------ | ---- | ------ | ------ | ------ |
| 1     | Finnland           | 5    | 5      | 2      | 12     |
| 2     | Schweden           | 3    | 1      | 2      | 6      |
| 3     | Vereinigte Staaten | 1    | 2      | 3      | 6      |
| 4     | Schweiz            | 1    | 1      | –      | 2      |
| 5     | Dänemark           | –    | 1      | 1      | 2      |
| 6     | Großbritannien     | –    | –      | 2      | 2      |
| 7     | Norwegen           | –    | –      | 1      | 1      |

### Medaillengewinner
| Konkurrenz        | Gold               | Silber            | Bronze                   |
| ----------------- | ------------------ | ----------------- | ------------------------ |
| Federgewicht      | Charles E. Ackerly | Samuel Gerson     | Peter Bernard            |
| Leichtgewicht     | Kalle Anttila      | Gottfrid Svensson | Peter Wright             |
| Mittelgewicht     | Eino Aukusti Leino | Väinö Penttala    | Charles Johnson          |
| Halbschwergewicht | Anders Larsson     | Charles Courant   | Walter Maurer            |
| Schwergewicht     | Robert Roth        | Nat Pendleton     | Fred Meyer Ernst Nilsson |

| Konkurrenz        | Gold            | Silber          | Bronze            |
| ----------------- | --------------- | --------------- | ----------------- |
| Federgewicht      | Oskar Friman    | Heikki Kähkönen | Fritjof Svensson  |
| Leichtgewicht     | Eemeli Väre     | Taavi Tamminen  | Frithjof Andersen |
| Mittelgewicht     | Carl Westergren | Arthur Lindfors | Matti Perttilä    |
| Halbschwergewicht | Claes Johanson  | Edil Rosenqvist | Johannes Eriksen  |
| Schwergewicht     | Adolf Lindfors  | Poul Hansen     | Martti Nieminen   |

## Ergebnisse Freistil

### Federgewicht (bis 60 kg)
| Platz | Land | Sportler           |
| ----- | ---- | ------------------ |
| 1     | USA  | Charles E. Ackerly |
| 2     | USA  | Samuel Gerson      |
| 3     | GBR  | Peter Bernard      |
| 4     | IND  | Randhir Shindes    |
| 5     | FRA  | Georges Barathon   |
| 5     | FRA  | Jean Harrasse      |
| 5     | GBR  | Henry Inman        |
| 5     | SUI  | Daniel Kaiser      |

Datum: 25. bis 27. August 1920

10 Teilnehmer aus 7 Ländern

### Leichtgewicht (bis 67,5 kg)
| Platz | Land | Sportler          |
| ----- | ---- | ----------------- |
| 1     | FIN  | Kalle Anttila     |
| 2     | SWE  | Gottfrid Svensson |
| 3     | GBR  | Peter Wright      |
| 4     | BEL  | Auguste Thijs     |
| 5     | FRA  | Henri Joudiou     |
| 5     | GBR  | George MacKenzie  |
| 5     | USA  | Joseph Shimmon    |

Datum: 25. bis 27. August 1920

9 Teilnehmer aus 6 Ländern

### Mittelgewicht (bis 75 kg)
| Platz | Land | Sportler           |
| ----- | ---- | ------------------ |
| 1     | FIN  | Eino Aukusti Leino |
| 2     | FIN  | Väinö Penttala     |
| 3     | USA  | Charles Johnson    |
| 4     | USA  | Angus Frantz       |
| 5     | SWE  | Otto Borgström     |
| 5     | BEL  | Pierre Derkinderen |
| 5     | NOR  | Gudmund Grimstad   |
| 5     | BEL  | Frits Janssens     |

Datum: 25. bis 27. August 1920

18 Teilnehmer aus 12 Ländern

### Halbschwergewicht (bis 82,5 kg)
| Platz | Land | Sportler         |
| ----- | ---- | ---------------- |
| 1     | SWE  | Anders Larsson   |
| 2     | SUI  | Charles Courant  |
| 3     | USA  | Walter Maurer    |
| 4     | USA  | John Redman      |
| 5     | FIN  | Johan Gallén     |
| 5     | RSA  | Jan van Rensburg |
| 5     | FIN  | Emil Westerlund  |
| 5     | GBR  | Walter Wilson    |

Datum: 25. bis 27. August 1920

13 Teilnehmer aus 8 Ländern

### Schwergewicht (über 82,5 kg)
| Platz | Land | Sportler         |
| ----- | ---- | ---------------- |
| 1     | SUI  | Robert Roth      |
| 2     | USA  | Nat Pendleton    |
| 3     | USA  | Fred Meyer       |
| 3     | SWE  | Ernst Nilsson    |
| 5     | GBR  | Archie MacDonald |
| 5     | GBR  | Frederick Mason  |
| 5     | FIN  | Sven Mattsson    |
| 5     | FIN  | Jussi Salila     |

Datum: 25. bis 27. August 1920

8 Teilnehmer aus 5 Ländern
Der Kampf um Platz 3 endete unentschieden, weshalb sowohl Meyer als auch Nilsson eine Bronzemedaille erhielten.

## Ergebnisse griechisch-römischer Stil

### Federgewicht (bis 60 kg)
| Platz | Land | Sportler          |
| ----- | ---- | ----------------- |
| 1     | FIN  | Oskar Friman      |
| 2     | FIN  | Heikki Kähkönen   |
| 3     | SWE  | Fritjof Svensson  |
| 4     | BEL  | Alexandre Boumans |
| 4     | EST  | Eduard Pütsep     |
| 6     | TCH  | Josef Beránek     |
| 6     | ITA  | Enrico Porro      |
| 6     | DEN  | Rasmus Torgensen  |

Datum: 16. bis 20. August 1920

21 Teilnehmer aus 12 Ländern

### Leichtgewicht (bis 67,5 kg)
| Platz | Land | Sportler           |
| ----- | ---- | ------------------ |
| 1     | FIN  | Eemeli Väre        |
| 2     | FIN  | Taavi Tamminen     |
| 3     | NOR  | Frithjof Andersen  |
| 4     | DEN  | Frants Frisenfeldt |
| 5     | NED  | Carl Coerse        |
| 5     | NOR  | Richard Frydenlund |
| 5     | BEL  | Frits Janssens     |
| 5     | USA  | George Metropoulos |

Datum: 16. bis 20. August 1920

22 Teilnehmer aus 12 Ländern

### Mittelgewicht (bis 75 kg)
| Platz | Land | Sportler              |
| ----- | ---- | --------------------- |
| 1     | SWE  | Carl Westergren       |
| 2     | FIN  | Arthur Lindfors       |
| 3     | FIN  | Matti Perttilä        |
| 4     | USA  | Henry Szymanski       |
| 5     | TCH  | Jan Balej             |
| 5     | SWE  | Carl Fältström        |
| 5     | NOR  | Einar Stensrud        |
| 5     | BEL  | Maurice Vanderleenden |

Datum: 16. bis 20. August 1920

23 Teilnehmer aus 12 Ländern

### Halbschwergewicht (bis 82,5 kg)
| Platz | Land | Sportler         |
| ----- | ---- | ---------------- |
| 1     | SWE  | Claes Johanson   |
| 2     | FIN  | Edil Rosenqvist  |
| 3     | DEN  | Johannes Eriksen |
| 4     | NED  | Jan Sint         |
| 5     | BEL  | Émile Walhem     |
| 5     | DEN  | Axel Tetens      |
| 7     | USA  | Frank Maichle    |
| 7     | FIN  | Anders Rajala    |
| 7     | BEL  | Henri Snoeck     |

Datum: 16. bis 20. August 1920

18 Teilnehmer aus 11 Ländern

### Schwergewicht (über 82,5 kg)
| Platz | Land | Sportler         |
| ----- | ---- | ---------------- |
| 1     | FIN  | Adolf Lindfors   |
| 2     | DEN  | Poul Hansen      |
| 3     | FIN  | Martti Nieminen  |
| 4     | SWE  | Anders Ahlgren   |
| 5     | NED  | Jaap Sjouwerman  |
| 6     | FRA  | Edmond Dame      |
| 6     | SWE  | Ernst Nilsson    |
| 6     | NOR  | Harald Vassboten |

Datum: 16. bis 20. August 1920

19 Teilnehmer aus 12 Ländern